# Affaire Matesa
L’affaire Matesa est un scandale politico-financier qui éclata en 1969 en Espagne et fit vaciller le régime franquiste.
L’affaire avait pour origine l’obtention frauduleuse de crédits publics à l’exportation par l’entreprise Matesa, fabricant d’un type nouveau de métier à tisser, mais dont les exportations étaient en grande partie fictives. Le principal dirigeant de ladite entreprise, Juan Vilá Reyes, spécimen nouveau de chef d’entreprise complaisamment mis en avant par le régime, n’avait pas eu grand peine à obtenir ces crédits dans la mesure où le gouvernement franquiste, converti depuis une décennie à l’ouverture sur l’extérieur et à une plus grande prise en compte des mécanismes de marché, s'efforçait à tout prix de rétablir sa balance des paiements par un accroissement des exportations. 
La fraude, qui engloutit jusqu’à un quart des fonds de la banque publique BCI, éclata au grand jour en octobre 1969 et dépassa bientôt, par la publicité exceptionnelle faite à ce scandale, le cadre d’un délit strictement financier pour devenir l’occasion d’un règlement de comptes politique. En effet, dans la classe gouvernante couvait depuis au moins septembre 1968 une lutte de tendances entre d’un côté les bleus (héritiers de la Phalange, en perte de vitesse), incarnés par les ministres Manuel Fraga et José Solís Ruiz, et de l’autre les technocrates (partisans du libéralisme, en ascension), représentés par les ministres « économiques », tous affiliés ou sympathisants de l’Opus Dei, et emmenés par le président de facto du Conseil des ministres, Carrero Blanco. La campagne de presse, qui supposait au moins l’assentiment tacite des ministres Fraga et Solís, ulcérés par l’abandon des principes phalangistes, dont en particulier l’autarcie nationale, apparaît comme un coup monté par le Mouvement en vue d’éclabousser l’Opus Dei. 
Le gouvernement, pour désamorcer le scandale, ne put faire autrement que de traiter l’affaire non pas comme un simple délit financier relevant du code commercial, mais comme une affaire politique, ordonnant donc de mettre la Matesa sous tutelle de l’État et requérant les Cortes de mener une enquête sur les responsabilités administratives, sinon politiques, puis de rendre son jugement avant défèrement des hautes personnalités incriminées devant la Cour suprême ; d’autre part, Franco procéda en octobre 1969 à un profond remaniement gouvernemental qui, paradoxalement, eut pour effet de renforcer la position des technocrates et de Carrero Blanco aux dépens des bleus, dont les ministres furent limogés ou rétrogradés. 
Tandis que la procédure judiciaire suivait son cours (contre les ministres et hauts fonctionnaires concernés), Franco, soit pour mettre un terme définitif au scandale politique, soit cédant au chantage de Vilá Reyes (qui affirmait être en possession de documents compromettants pour le régime), prit en octobre 1971 une mesure de grâce en faveur des sentenciés, y compris pour les jugements encore en suspens. Quant à Vilá Reyes, sur qui planait en 1975 la menace d’un verdict de plus de 200 ans d’emprisonnement prononcé par un tribunal ordinaire, il fut gracié par le roi Juan Carlos en décembre 1975.

## Toile de fond

### Contexte politique
En août 1969, quand éclata le scandale Matesa, Franco était déjà au pouvoir depuis plus d’une trentaine d’années, encore que le régime, mais aussi et surtout la société espagnole, aient entretemps subi de profonds changements. La crise économique de la fin des années 1950, se traduisant par l’inflation et par l’épuisement des réserves de devises, avait mis un terme, non sans fortes résistances du Caudillo, au rêve autarcique. La politique économique dite « développementaliste » (desarrollismo) fut alors mise en marche et allait être poursuivie, avec quelques fluctuations, jusqu’à la crise économique mondiale de 1973 ; grâce à ce changement de cap, l’Espagne allait atteindre des taux de croissance spectaculaires, dépassés seulement par ceux du Japon. Cette réussite apporta la consécration à ceux parmi les économistes de l’équipe ministérielle connus sous le nom de « technocrates », qui avaient pour trait distinctif d’être tous liés à l’Opus Dei et d’avoir introduit en Espagne un mode de gouvernement différent, caractérisé notamment par un langage direct et une attitude pragmatique,.
Quelques années auparavant, la Loi organique de l'État (LOE) avait été adoptée, puis ratifiée par référendum en décembre 1966, tandis que le prince Juan Carlos de Bourbon venait d’être désigné en juillet 1969 à la succession de Franco en qualité de roi, avec l’approbation des Cortes.
Sur le plan politique, le véritable organe de pouvoir de la dictature de Franco était le gouvernement, en dépit de la coexistence d’autres institutions, telles que le Mouvement national (le parti unique) ou les Cortes. Au sein de ce gouvernement, Franco avait soin de maintenir un équilibre entre les différentes « familles » politiques, en constituant des cabinets ministériels composites dans lesquels chaque famille se trouvait dûment représentée et où les tensions entre ces différentes factions pouvaient se résorber, jusqu’à ce que l’ampleur des tensions et la pression de la société viennent commander un remaniement ministériel de sorte à instaurer un nouvel équilibre. Ainsi peut-on distinguer schématiquement en 1969 plusieurs familles franquistes professant des idées opposées, en particulier au sujet de l’avenir (alors encore incertain) du régime, même si ces familles ne coïncidaient déjà plus avec les factions prévalant dans les premières années de la dictature. Parmi elles méritent plus particulièrement l’attention les deux groupes jouissant de la représentation la plus importante dans les Conseils des ministres d’alors et s’opposant entre elles par leur conception respective du futur souhaitable pour le régime. Il y a d’abord ceux que certains auteurs ont nommés « les politiques » (ou les « bleus »), c’est-à-dire les personnalités issues du Secrétariat général du Mouvement, emmenés par José Solís Ruiz et rejoints par le ministre de l’Information et du Tourisme, Manuel Fraga Iribarne et, occasionnellement, par le ministre des Affaires étrangères Fernando María Castiella. Les hommes de Solís, bien que d’accointance phalangiste, étaient fort éloignés déjà des phalangistes de l’immédiat après-guerre-civile et préconisaient une réforme du régime propre à le rendre plus attrayant pour les nouvelles générations, notamment en instaurant la « diversité des points de vue » (contraste de pareceres) — certes sous le contrôle du Mouvement et dans les limites de la démocratie organique — en permettant la participation populaire dans la prise de décision, et en élargissant la base démocratique des syndicats officiels,. Ces « politiques » poursuivaient un triple objectif : premièrement, maintenir le Mouvement et les syndicats hors de la tutelle de l’amiral Carrero Blanco et de la présidence du gouvernement ; deuxièmement, faire du Mouvement l’unique canal de représentation politique du peuple espagnol, quand même cela devait conduire à la constitution d’associations politiques, moyennant que celles-ci demeurent sous le parapluie du Conseil national du Mouvement ; et enfin troisièmement, réformer les syndicats pour en faire une organisation sociale plus représentative, mais sous la férule phalangiste. De la sorte, le Conseil national du Mouvement se hisserait au rang de nouvelle Chambre haute, supérieure aux Cortes et ayant vocation à critiquer et à contrôler le gouvernement,.
De l’autre côté figuraient les dénommés « technocrates », ministres membres de l’Opus Dei, ou du moins entretenant des rapports étroits avec cette institution religieuse séculière. Des affiliés de l’Opus Dei avaient accédé pour la première fois au gouvernement à la faveur de la crise de 1957, et leur nombre et influence n’avaient cessé ensuite de croître dans le gouvernement sous l’égide de Carrero Blanco et sous la direction de López Rodó. Le Mouvement acceptait mal la prépondérance, dans la plupart des organismes économiques nationaux, des technocrates qui lui étaient ouvertement hostiles. Le scandale Matesa et ses répercussions ne peuvent être dissociés de cet arrière-plan d’affrontement entre familles politiques du régime franquiste.
Sur le plan du système judiciaire, l’instance ayant vocation à connaître de l’affaire Matesa au moment de la révélation du scandale était un tribunal spécial, à savoir la Cour spéciale des délits monétaires (Juzgado Especial de Delitos Monetarios), laquelle avait été créée en 1938 pour prévenir et sanctionner les fuites de capitaux pendant la Guerre civile et dont les membres, nommés librement par le gouvernement, ne devaient pas être membre de la magistrature.

### Politique économique du régime franquiste
La crise de 1957 avait signé la fin de l’autarcie et l’arrivée aux commandes d’une nouvelle équipe de ministres économiques dits « technocrates », qui mirent en place une nouvelle politique économique plus libérale, encore que seulement dans une mesure partielle ; la part du pouvoir de décision en matière économique laissée aux mécanismes de marché s’accrut certes, mais le dirigisme d’État, la méfiance vis-à-vis du marché et un certain irréalisme n’avaient pas pour autant cessé d’animer l’appareil législatif et les hauts fonctionnaires chargés d’appliquer la nouvelle politique. L’un des mobiles les plus importants de ce changement de politique fut le problème de la balance des paiements, et l’un des objectifs primordiaux du nouveau programme allait être la hausse des exportations. En avril 1962, un ordre du ministère des Finances définissait les premières mesures destinées à favoriser le crédit à l’exportation.
Cependant, dès la fin de la même année, ces mesures étaient déjà perçues comme insuffisantes. Le volume des exportations ne répondant pas aux attentes, les autorités économiques espagnoles, réagissant en accord avec leur inclination interventionniste, décrétèrent « une nouvelle réglementation comportant des incitatifs plus forts en faveur du crédit à l’exportation » d’une part, et d’autre part décidèrent de mettre à contribution la Banque de crédit industriel (BCI), créée en 1920 pour d’autres finalités, mais qui venait d’être nationalisée en vertu de la Loi d’ordonnancement bancaire de 1962 et qui n’avait guère d’autonomie face au gouvernement. De plus, elle n’était pas l’organe le plus approprié pour prendre en charge le crédit à l’exportation, attendu que non seulement elle ne disposait d’aucune expérience dans ce domaine, mais qu’en plus elle ne pouvait s’appuyer sur le moindre réseau de succursales à l’étranger. Pour s’informer de la situation à l’étranger des entreprises auxquelles elle prêtait des fonds, elle devait recourir aux statistiques des douanes et à la société Compañía Española de Seguros y Reaseguros de Crédito y Caución (littér. Compagnie espagnole d’assurance et réassurance de crédit et cautionnement, ci-après désigné par Crédito y Caución), qui assurait les risques des opérations de crédit à l’exportation et avait à sa disposition un réseau d’information international apte à évaluer la solvabilité des acheteurs étrangers. Cette société agissait avec une totale indépendance au moment de décider si elle assurait ou non les opérations pour lesquelles on la sollicitait et fonctionnait dès lors à la manière d’une entreprise privée. La BCI quant à elle se trouvait ravalée au rang de simple exécutant d’une politique interventionniste portée à créer toutes sortes de mécanismes artificiels et de distorsion à telle fin de réaliser dans les plus brefs délais son objectif de faire état d’une balance de paiements positive,.

## L’entreprise Matesa
L’entreprise Matesa (acronyme de Maquinaria Textil del Norte de España S.A.) s’était vouée à la fabrication, à l’aide de pièces importées des États-Unis, d’un nouveau modèle de métier à tisser mécanique qui avait la particularité de se passer d’une navette et pour lequel la firme avait acquis en 1957 à la foire de Lyon le brevet français Ancet-Fayolle en vue de son exploitation commerciale dans le monde entier, à l’exception de la France, des Pays-Bas et des anciennes colonies de ces pays. Le siège central et les bureaux d’étude étaient situés à Barcelone, tandis que les ateliers de montage se trouvaient à Pampelune, ville qui était alors l’un des centres vitaux de l’Opus Dei,. En 1967, le capital social de l’entreprise se montait à 600 millions de pesetas et était à cette date passé en totalité aux mains de la famille Vilá Reyes, qui déjà dans les années antérieures en avait été l’actionnaire majoritaire. Depuis 1967, il n’existait plus de conseil d'administration, la firme étant en effet dirigée désormais par trois administrateurs solidaires : les frères Juan Vilá Reyes et Fernando Vilá Reyes, et Manuel Salvat Dalmau, beau-frère des précédents,,.
La Matesa, qui avait entamé ses activités d’exportation en 1964, avait décroché par deux fois le Brevet de l’exportateur (Carta de Exportador) de première catégorie (respectivement en décembre 1966 et avril 1969),, et s’était vu décerner en outre par le ministère de l’Éducation et des Sciences la grand-croix de l’Ordre d'Alphonse X le Sage en récompense de son œuvre de « recherche industrielle ». Ce succès obtenu en pleine Campagne nationale pour l’exportation, avait valu une popularité notable à Juan Vilá Reyes, premier responsable de l’entreprise,
Juan Vilá Reyes avait trouvé dans le système de soutien public à l’exportation la source de financement dont il avait besoin pour réaliser les objectifs fixés par son entreprise, c’est-à-dire, en particulier, de se hisser en peu d’années au rang de première multinationale industrielle espagnole. L’expansion internationale du produit que fabriquait et commercialisait la Matesa, la machine textile IWER, d’un type neuf (car jusque-là tous les métiers mécaniques renfermaient une navette), capable de tisser tout type de matériau (y compris le papier et la fibre de verre), impliquait des dépenses et des risques considérables, puisqu’il y avait lieu de mettre sur pied un réseau de filiales internationales appelées non seulement à vendre le produit, mais aussi à prendre en charge le service après-vente, et que les difficultés inhérentes à la mise sur le marché d’un produit innovant ne pouvaient être surmontées qu’au moyen de l’octroi d’importants avantages financiers aux clients. Par suite, la Matesa devint forte consommatrice de crédits, le solde débiteur de la firme à l’égard de la BCI s’accroissant des quelque 22 millions de pesetas en 1964 (équivalant à 3,3 % du total des crédits à la exportation accordés par la BCI) aux quelque 10 000 millions qui allaient scandaliser l’opinion espagnole en 1969 (équivalant à environ 50 % du total, et à 25 % du total des fonds de la banque, et ce pour le compte d’une seule entreprise).

## Crédits accordés à la Matesa
Le montant de 10 000 millions de pesetas reçus par la Matesa depuis 1964 de la part de la BCI à titre de crédits à l’exportation lui avait été versé selon deux modalités : comme crédits de préfinancement (destinés à financer des produits pour la vente à l’étranger, vente pour laquelle devait exister un contrat en bonne et due forme avec le futur acheteur) et comme crédits à l’exportation proprement dits (dont la finalité était le financement de la vente à terme des produits concernés).
Dans ces opérations, la BCI n’était qu’un simple intermédiaire au service d’autorités économiques soucieuses avant tout de faire progresser les exportations espagnoles, de sorte que dès le moment que le requérant satisfaisait aux conditions légales, la BCI ne pouvait faire autrement que d’accorder le prêt. Néanmoins, la direction de la BCI ne laissait de se montrer préoccupée et par deux fois interpella la Crédito y Caución pour l’avertir que la Matesa vendait à elle-même par le truchement de ses propres filiales, — ce qui au reste n’était pas illégal, pour autant qu’il y eût un acheteur final distinct —, et toutes ces deux fois Crédito y Caución assura de son appui la BCI pour ses opérations avec la Matesa. En revanche, on ne réussit pas à inciter d’autres banques à s’y engager, vu que la Matesa ne satisfaisait pas à leurs conditions.
Les mobiles de la BCI étaient de nature politique, et non économique, dans un contexte où il importait d’augmenter à toute force les exportations. Or, l’on se trouvait en présence d’une entreprise qui année après année, à en croire les données qu’elle-même transmettait à la BCI, accroissait constamment et spectaculairement ses exportations, qui arrivait à exporter y compris vers les États-Unis, qui possédait plusieurs laboratoires de recherche jouissant d’une grande renommée dans les milieux de la machine textile, et à la tête de laquelle se trouvait un entrepreneur d’une espèce nouvelle — Vilá Reyes —, qui se plaisait à se donner le genre du « manager américain », doué « d’agressivité exportatrice », qui se déplaçait dans son avion privé, et qui était pourvu d’un entregent hors de l’ordinaire (il s’était notamment lié d’amitié avec Valéry Giscard d'Estaing et apporta son concours financier à la campagne électorale de Richard Nixon, etc.). En somme, la Matesa était devenue le navire-amiral d’un nouveau type de chef d’entreprise, ouvert au marché international, que les autorités économiques franquistes s’appliquaient désormais à mettre en avant après la période d’autarcie. Une marque symptomatique de la bienveillance des différents secteurs de l’administration franquiste envers la Matesa fut la sentence indulgente prononcée en 1967 par le Tribunal des délits monétaires à l’encontre de l’entreprise pour délit d’évasion de capitaux portant sur une somme de 103 millions de pesetas. Par ailleurs, Vilá Reyes passait pour être très proche des milieux de l’Opus Dei.

## Soupçons d’irrégularités et saisine de la justice
La visite en Espagne du ministre argentin de l’Industrie permit de découvrir le pot-aux-roses, puisqu’il apparut en effet à cette occasion que seules 120 machines textiles avaient été vendues sur les 1500 qui avaient théoriquement été expédiées en Argentine. Pendant que les suspicions d’un comportement irrégulier de la Matesa allaient s’amplifiant, il fut décidé en octobre 1968, à la suite d’un accord entre le ministre des Finances Juan José Espinosa San Martín et Juan Vilá Reyes, d’intégrer dans le personnel de la Matesa l’ingénieur Juan Ignacio Trillo y López-Mancisidor, qui était connu du ministre et fut missionné de mettre de l’ordre dans l’imbroglio administratif de l’entreprise. C’est en décembre 1968 que les premières irrégularités vinrent au jour, quand les services d’inspection de la BCI eurent découvert que les stocks de machines textiles supposément présentes dans la fabrique de Pampelune étaient excessivement élevés en regard des chiffres de production et d’exportation communiqués à la banque. Cette découverte porta la BCI à élaborer un plan de réajustement tendant à restreindre l’accroissement des crédits accordés à la firme.
Au printemps 1969, la Direction des douanes fit parvenir au ministère des Finances un rapport où il était affirmé que la Matesa vendait à ses propres filiales, et ce à des prix excessivement élevés, et où le soupçon était exprimé que cette entreprise transférait illégalement à l’étranger des pesetas susceptibles d’y être partiellement utilisés en vue de l’acquisition de devises qui serviraient ensuite à crédibiliser ses exportations. Néanmoins, deux semaines plus tard, la BCI concédait à la Matesa un crédit extraordinaire de 500 millions, et le 28 juin suivant, un autre encore de 200 millions. Sur ces entrefaites, le 10 juin, la firme s’était vu décerner le Prix spécial de la Chambre de commerce de Barcelone lors d’une cérémonie présidée par le ministre de tutelle.
Fin mai 1969, le ministre du Commerce, Faustino García-Moncó, eut un entretien avec Juan Vilá Reyes où celui-ci avoua qu’un tiers des exportations de son entreprise étaient fictives, à la suite de quoi il fut décidé d’écarter Vilá Reyes de la direction de la firme et d’élaborer un plan de redressement dans le but de corriger la trajectoire d’une entreprise dans laquelle les autorités continuaient malgré tout à mettre leurs espoirs.
Le 15 juillet, les quatre actionnaires, à savoir Juan, Fernando et Blanca Vilá Reyes et Manuel Salvat Dalmau, tinrent une réunion où il s’accordèrent pour révoquer les administrateurs et transférer leurs pouvoirs à Trillo et au fonctionnaire technico-commercial Lorenzo Zavala Richi, pour transférer les actions de l’entreprise à l’Institut officiel de crédit (dépendant de la BCI), et pour céder à l’État tous les biens et droits de la société et la totalité des patrimoines personnels des actionnaires. Le plan envisageait, dans une deuxième étape, la mise sous séquestre de l’entreprise par l’État et la confirmation de Trillo et de Zavala en qualité de curateurs, qui prendraient à tâche d’acquitter les dettes et de redimensionner la firme en fonction de ses possibilités véritables. Les curateurs s’avisèrent bientôt que la situation était bien pire que ce qu’ils soupçonnaient ; ainsi p. ex., les exportations fictives ne se montaient pas à un, mais aux deux tiers. Ce constat incita le directeur des douanes à saisir le Tribunal spécial des délits monétaires, tandis que les ministres des Finances et du Commerce se proposaient de soumettre au Conseil des ministres leur plan de mise sous séquestre de la Matesa ; quoique ce sujet ait été inscrit à l’ordre du jour du Conseil du 21 juillet, il fut différé à cause de la priorité donnée à la décision (d’importance politique primordiale et adoptée ce même jour) de proposer devant les Cortes le prince Juan Carlos comme successeur de Franco.

## Réaction du gouvernement
Ce n’est que lors d’une série de réunions ministérielles tenues entre les 12 et 14 août 1969 au Pazo de Meirás, manoir de Franco près de La Corogne, que l’affaire Matesa fut enfin abordée par le gouvernement. Dans ces réunions allaient se confronter deux visions différentes de l’affaire ; d’une part, quelques ministres, en particulier ceux du Commerce et des Finances, respectivement García-Moncó et Espinosa, la considéraient sous un angle strictement économique et demandaient que s’impose une solution « comme à la banque », c’est-à-dire avec une totale discrétion et ayant en vue le recouvrement des crédits de l’État accordés à la Matesa, ce qui supposait par ailleurs que la presse fasse montre de modération ; et d’autre part, le ministre de l’Information, Manuel Fraga, pour qui il s’agissait d’un problème politique affectant non seulement la politique économique, mais aussi la notion même d’éthique publique, et qui était par conséquent favorable à « ce qu’il en soit fait état publiquement, à ce que l’affaire passe devant les tribunaux, voire devant les Cortes, et naturellement à ce qu’elle soit traitée dans la presse »,.
Le gouvernement prit la résolution de transmettre toute l’information disponible sur l’affaire au ministère public, lequel introduisit le 1er septembre 1969 une requête de mise en examen auprès de l’Auditorat provincial de Madrid. Le même jour, les ministres Espinosa et García-Moncó nommèrent une Commission d’enquête et placèrent à sa tête le président de la Cour des comptes du royaume (Tribunal de Cuentas del Reino), Servando Fernández-Victorio, qui avait été un ami personnel de José Antonio Primo de Rivera. Ladite commission d’enquête allait remettre son rapport le 23 octobre 1969.

## Débats dans la presse
La saisine du Tribunal spécial des délits monétaires eut pour effet de porter l’affaire dans la sphère publique ; dès que le juge compétent eut lancé la procédure contre la Matesa, les premières rumeurs se firent jour dans la presse le 24 juillet 1969, et le scandale éclata définitivement après la mise en détention des frères Vilá Reyes et de leur beau-frère Manuel Salvat. L’élément surprenant était que les journaux les plus proches du régime franquiste, notamment la presse du Mouvement national, s’employèrent eux aussi à donner de la publicité à l’affaire, tandis qu’aucun appel à la modération ne se faisait entendre de la part du ministère de l’Information,. À noter en particulier que cette campagne de presse a pu être menée sous l’égide de la Loi sur la presse de 1966, dont Fraga avait été l’initiateur. L’affaire allait être aussi une occasion de montrer du doigt les dangers du libéralisme pratiqué depuis une décennie. S’y ajoutait — du moins si l’on en croit López Rodó — que leur organe de presse Diario SP se trouvait en difficulté financière et que l’utilisation médiatique du scandale présentait l’avantage de faire grimper les tirages.
Fraga eut beau jeu d’accuser les technocrates de vouloir étouffer l’affaire et laissait complaisamment se développer une campagne de presse contre les réseaux de l’Opus Dei, campagne où les 41 journaux du Mouvement se mirent en devoir de dénoncer l’affairisme de l’Opus Dei et les complicités dont il jouissait au sein du gouvernement. Ainsi que le note l’historienne Andrée Bachoud, ces « attaques [étaient] à la mesure des rancœurs accumulées depuis l’introduction du libéralisme économique en Espagne ». Le 9 août, le quotidien El Alcázar, organe de la Confédération des anciens combattants (entendre : de la Guerre civile), établit un lien entre la direction de la Matesa et l’Opus Dei, lançant par là la première salve de ce qui allait bientôt s’amplifier en une vaste querelle politique, quand bien même cette information ait été démentie dès le 15 août dans une note adressée au journal par le directeur du bureau d’information de l’Opus Dei. La réponse officielle du gouvernement vint à l’issue du Conseil des ministres tenu le 14 août à La Corogne.
Les organes de presse estimaient dans leur grande majorité que l’on se trouvait bien face à un problème de nature politique. Seuls quelques acteurs, dans un effort pour éviter la dramatisation de l’affaire, la définissaient comme strictement économique, et devant être résolue comme telle ; parmi ces acteurs, on relève en particulier les périodiques ayant un lien avec l’Opus Dei, comme l’hebdomadaire Mundo ou le journal Nuevo Diario. Mundo p. ex., revue de politique étrangère de l’agence officielle EFE, qualifia l’affaire dans son édition du 23 août 1969 de « serpent d’été » ayant excité l’imagination populaire par suite de l’absence d’informations officielles ; selon les auteurs, l’affaire recevait une « publicité démesurée » où foisonnaient « d’absurdes rumeurs » qui obscurcissaient « une réalité qui sans doute n’était pas aussi noire que voulaient la voir des gens enclins au sensationnalisme, ni aussi brillante qu’ils le proclamaient dans leurs commentaires il y a seulement quelques mois » ; l’accent était mis sur la trajectoire de l’entreprise, la plus importante en Espagne dans le domaine de la machinerie textile, première exportatrice nationale, disposant d’une « authentique organisation internationale », et productrice du métier mécanique Iwer, qui, « dans l’opinion des connaisseurs, est extraordinairement efficace pour tisser avec du fil de grosse épaisseur », et il était souligné qu’il n’y avait rien d’insolite derrière la Matesa attendu que tout « l’argent parvenu dans ses coffres avait été investi, selon ce qu’ont assuré des sources généralement bien informées, dans des travaux d’infrastructure, de recherche et d’amélioration des réseaux commerciaux et du service après-vente », point sur lequel Juan Vilá Reyes lui-même s’appliqua à insister dans une lettre à son avocat datée du 15 août et publiée par tous les journaux à la fin du mois.
Cependant, la plupart des journaux estimaient que le sujet avait bel et bien des implications politiques, concrètement la nécessité de réformer la politique commerciale extérieure de l’Espagne, encore que les commentateurs n’aient pas été d’accord quant à l’ampleur et à la portée des réformes à entreprendre, certains préconisant de continuer d’encourager les exportations, mais en modifiant le système en vigueur, d’autres au contraire, issus de milieux proches du Mouvement ou de la Phalange, exigeant un changement total de la politique économique dans son ensemble, en même temps que le limogeage des actuels titulaires dans le gouvernement.
Des désaccords existaient également sur la nature des responsabilités dans ce qui était arrivé. Pour certains, les responsabilités juridiques ne suffisaient pas ; l’avocat et économiste Manuel Funes Robert, proche de la Phalange, signalait que certes, rien de ce qui était arrivé n’était illégal, y compris le fait d’avoir encaissé des crédits en quantités très supérieures au capital social et en volume bien au-delà de la production courante, et d’avoir concentré la majeure partie du crédit dans une seule entreprise ; néanmoins, de tels faits sont à considérer comme irréguliers et, si l’on admet qu’ils relèvent d’un autre ordre de normes, par delà le strict aspect juridique, si l’on met en avant ce que Manuel Fraga nommait le « concept de l’éthique publique », le comportement jugé spontanément scandaleux dans cette affaire pourra dès lors être formellement qualifié de violation. Surgit alors le problème de déterminer quel devait être l’organisme appelé à exiger ce type de responsabilité ; si pour certains, comme pour le quotidien La Vanguardia (dans son édition du 31 août), on pourra se satisfaire de nommer un délégué du gouvernement, d’autres en revanche, plus nombreux, penchaient pour une intervention des Cortes.
Ezequiel Puig Maestro-Amado, procurateur (=député) aux Cortes pour le compte des Collèges des licenciés et docteurs et sympathisant phalangiste, adressa au président des Cortes, Antonio Iturmendi, une lettre, rendue publique par la presse deux jours plus tard, où il sollicitait que les Cortes se réunissent en session plénière et que la Commission permanente des Cortes charge une équipe d’investigation d’effectuer « une enquête permettant d’exiger des comptes pertinents pour malveillance, négligence ou impéritie à toute personne ainsi reconnue coupable ». Le 26 septembre, on indiquait que le nombre de procurateurs appuyant cette proposition s’élevait déjà à 136.
D’autres secteurs d’opinion, au premier rang desquels le périodique Cuadernos, étaient au contraire d’avis qu’une telle mission n’entrait pas dans les attributions des Cortes de cette époque et que celles-ci n’étaient pas aptes à mettre l’exécutif en accusation (lesdits secteurs se bornant du reste à signaler la carence d’un organe ou mécanisme idoine pour un tel mandat sans s’interroger si sa mise en place était seulement envisageable dans le cadre du régime politique d’alors). Cuadernos souligna que la mission des Cortes « n’était aucunement de poursuivre ou de contrôler les organes du gouvernement, à la manière des démocraties traditionnelles. Le gouvernement n’est pas responsable devant les Cortes, et dans les statuts de celles-ci les deux instruments classiques en vue de l’exigence pratique de cette responsabilité n’existent pas : le vote de confiance, à l’initiative du gouvernement, ou la motion de censure, à l’initiative des députés », soit une grave déficience du régime politique franquiste.
Ce débat allait se prolonger jusqu’au moment où l’on eut connaissance des deux résolutions officielles s’y rapportant — l’intervention des Cortes, et la décision de ne pas mettre l’entreprise sous séquestre —, après quoi la présence du sujet Matesa dans la presse se mit à décroître sensiblement. À partir du 30 août 1969, le rôle imparti aux Cortes dans la mise au clair de l’affaire allait progressivement se préciser et le 8 septembre, Antonio Iturmendi put annoncer que non seulement il recevrait toutes informations utiles de la part du gouvernement, mais qu’en outre il serait associé au déclenchement de la procédure. Le 4 octobre enfin, on communiqua qu’une Commission spéciale d’étude, d’instruction et de proposition serait constituée en accord avec l’article 15 de la Loi constitutive des Cortes, dont le rapport serait ensuite présenté en séance plénière.

## Prolongements politiques
La révélation de la malversation dénote un changement de climat à l’intérieur du régime, vu que dans le passé, ce type d’irrégularités était habituellement passé sous silence.
Une série de réunions ministérielles se tinrent à San Sebastián du 11 au 13 septembre 1969, que certains ministres, dont en particulier Faustino García-Moncó, mirent à profit pour défendre leur vision économique du problème et pour dénoncer les objectifs politiques sous-jacents à la campagne menée dans la presse. García-Moncó préconisa devant Franco, présent le 11 septembre, de mettre l’entreprise sous tutelle de l’État, point de vue avec lequel, d’après les dires de Laureano López Rodó, Franco, visiblement satisfait de cette solution, « exprima son accord absolu ». Pour sa part, Federico Silva Muñoz, ministre des Travaux publics et allié de circonstance des technocrates dans le gouvernement, remit à Franco un rapport où il mettait en évidence l’existence d’une campagne de presse orchestrée visant à politiser l’affaire, dont les agents étaient la chaîne de presse du Mouvement national et les agences de presse Cifra, Pyresa et plus particulièrement Fiel, et en localisait les inspirateurs au sein du Secrétariat général du Mouvement et du ministère de l’Information et du Tourisme, soulignant que les autorités compétentes de ce ministère avaient donné la consigne aux directeurs de journaux de donner un maximum de publicité à tout ce qui touchait à ce dossier,.
Le lendemain se tint la réunion de la Commission déléguée aux affaires économiques, à laquelle assistaient l’ensemble des ministres, à l’exception de Fraga, en voyage officiel au Chili, et lors de laquelle fut approuvée à l’unanimité la proposition de mettre la Matesa sous tutelle des pouvoirs publics (en espagnol intervención), à charge pour le ministère du Commerce de rédiger le décret y afférent. Le 13 enfin eut lieu le Conseil des ministres, en présence cette fois de Fraga, où fut rejetée la mise sous séquestre de la firme (en espagnol incautación, mesure de droit commercial, donc strictement économique), — rejet qui impliquait que le Conseil des ministres adoptait la caractérisation de l’affaire comme problème politique —, la solution étant désormais subordonnée à la mise en lumière des responsabilités autant juridiques (par la procédure entamée le 1er septembre par le ministère public auprès de l’Auditorat provincial de Madrid) que politiques (dont devait se charger une Commission des Cortes).
C’est à contre-cœur que Franco se décida en faveur d’une résolution « publique » de l’affaire par le biais des procédures — parlementaire et judiciaire — qui allaient être engagées. Il maintint ferme sa décision de confier aux tribunaux le soin de cerner les responsabilités des impliqués, même après que le Tribunal suprême eut décidé de faire passer en jugement les anciens ministres Espinosa et García-Moncó, ainsi que le gouverneur de la Banque d'Espagne, Navarro Rubio.

## Crise gouvernementale du 29 octobre 1969
Comme deuxième étape de la réaction de l’exécutif, Franco entreprit le 29 octobre 1969 le remaniement gouvernemental le plus profond de tous ceux qu’il avait décidés jusque-là, en intégrant 13 nouveaux ministres pour un total de 18 portefeuilles, un de plus que pour le cabinet précédent.
Assurément, le scandale Matesa avait joué un rôle déterminant tant dans la survenue de la crise que dans son dénouement ; toutefois, le scandale n’était pas la seule cause de la crise, car la désunion régnait au sein du gouvernement depuis déjà plusieurs années, à telle enseigne qu’à de multiples reprises, des listes avaient été dressées par des ministres en exercice proposant des noms de candidats susceptibles de suppléer à tel et tel poste dont la vacance était jugée imminente,. Au surplus, sur les douze ministres sacrifiés par le remaniement, une forte proportion (huit) ne pouvait nullement être tenue responsable du scandale. Mieux que par l’affaire Matesa, la crise s’expliquerait, selon Manuel Fraga, par un ensemble d’autres difficultés :

« Je continue de croire que Matesa ne fut pas un élément décisif de la crise subséquente ; les sujets que j’ai déjà exposés, de politique extérieure et de décolonisation, et surtout, la réforme politique intérieure (symbolisée à présent par la question capitale des associations politiques), furent les éléments déterminants. »

Si le scandale eut un rôle primordial dans la crise, c’est en tant qu’il mit en pleine lumière que la division était insurmontable ; ou, ainsi que le formula López Rodó, le scandale « agit comme catalyseur de la crise »,.
Carrero Blanco, tout aussi indigné que Franco par le scandale délibérément fabriqué, sut persuader celui-ci d’ouvrir une crise gouvernementale, ce que Franco accepta, nonobstant qu’il n’eût ni la vigueur nécessaire, ni le désir de composer une nouvelle équipe ministérielle, sous l’habituel impératif d’équilibre des forces ; Franco vint même à suggérer que le moment était venu que Carrero Blanco assume directement la présidence du gouvernement, proposition que Carrero Blanco déclina, arguant que le Caudillo ne devait pas céder ses prérogatives de chef de l’État aussi longtemps qu’il en aurait l’énergie. Deux semaines avant le remaniement, le 15 octobre 1969, Carrero Blanco avait rédigé à l’attention de Franco une note dans laquelle il proposait le limogeage de dix ministres, dont cinq pour raisons de santé ou d’âge (les ministres de l’Armée de terre, de l’Armée de l’air et de la Marine, ainsi que les ministres de l’Intérieur et du Logement), et cinq pour convenance politique, à l’effet de résoudre les quatre problèmes les plus urgents auxquels devait faire face, dans l’opinion de Carrero Blanco, l’exécutif, à savoir : le projet de loi sur les syndicats, l’affaire Matesa, la politique de l’information et de la culture, et la politique internationale,,,.
Carrero Blanco avait discerné deux facettes au dossier Matesa : le versant économique d’une part, consistant dans une « déroute bancaire d’une ampleur jamais enregistrée en Espagne » et commandant le remplacement des ministres de l’Intérieur et du Commerce, non parce qu’ils auraient commis quelque délit (eux-mêmes ou les hauts fonctionnaires de leur département respectif), mais au motif que leurs erreurs avaient permis que cet événement ait eu lieu et qu’il ait atteint « une scandaleuse résonance politique » ; et le versant politique d’autre part, savoir « sa scandaleuse politisation à travers une campagne de presse », qui a été rendue possible par le ministre de l’Information et par le ministre-secrétaire du Mouvement, « dans le meilleur des cas par leur grave négligence ». Les quatre ministres devaient se voir signifier leur démission étant donné qu’ils avaient créé « un sérieux problème affectant le prestige du Régime »,,. Dans cette note se trouvaient ainsi tracées les lignes maîtresses de la crise gouvernementale du 29 octobre : les dix ministres cités par Carrero Blanco furent en effet démis de leurs fonctions, mais avec cependant l’adjonction à la liste de deux ministres supplémentaires, ceux du Travail (Romeo Gorría) et de l’Agriculture (Adolfo Díaz Ambrona). Il est à noter que les hommes dont Carrero Blanco demandait, et obtint, la démission avaient pour dénominateur commun d’être des familiers de Franco ou d’avoir bénéficié très longtemps de sa confiance, raison pour laquelle le remaniement allait renforcer la solitude de Franco au sein du gouvernement ; pourtant, Franco céda sur tous les points, ne marquant son indépendance que sur un seul : il refusa à Silva Muñoz le portefeuille des Affaires étrangères pour l’attribuer à un autre membre de l’Opus Dei, Gregorio López-Bravo. Ce remodelage eut pour résultat d’accentuer considérablement l’influence des ministres de l’Opus Dei et le rôle dirigeant de Carrero Blanco,, d’où le terme alors en vogue, mais sans doute exagéré, de « gouvernement monocolore »,,,. D’autre part, l’affaire mit aussi en évidence l’effacement de Franco, puisque, selon Bartolomé Bennassar, « il ne savait que faire et s’en remit finalement à Carrero Blanco ».
La campagne de presse de Fraga fait ainsi figure d’erreur tactique, puisqu’il avait été perdu de vue que Franco — certes bien disposé à l’égard du Mouvement et ayant défendu jusque-là ses principes et sa place, au rebours des pressions des monarchistes et des catholiques — avait, plus que pour la fraude, une aversion pour le tapage médiatique, renforcée encore par son inquiétude croissante face à la liberté nouvelle accordée à la presse. Si la composition du nouveau gouvernement valait désaveu pour le Mouvement, il constituait au contraire une revanche pour l’Opus Dei, dont le pouvoir se trouva accru et qui vit l’un des siens, López Rodó, promu second de Carrero Blanco, garder son poste de commissaire au Plan, lui permettant de poursuivre la politique développementaliste entreprise.
Dans son message annuel à la nation de 1969, Franco ne souffla mot de l’affaire, mais déclara à l’intention de ceux qui « doutaient de la continuité de notre Mouvement, [qu’] à présent tout est ficelé et bien ficelé », phrase qui allait connaître une grande fortune.

## Procédures judiciaires et verdicts rendus

### Contre des personnalités politiques et des hauts fonctionnaires
La procédure judiciaire fut enclenchée après transmission du dossier d’instruction à l’Auditorat provincial de Madrid le 1er septembre 1969. Le Tribunal suprême avait nommé le président de l’Auditorat territorial de Cáceres, Perpetuo Benedicto Sánchez Fuertes, au poste de juge spécial pour l’affaire, auquel titre Sánchez Fuertes avait sous sa juridiction la totalité du territoire national. Il allait être bientôt remplacé par le magistrat du Tribunal suprême Francisco Pera Verdaguer. Vers la fin de l’année, la Deuxième Chambre se déclara compétente et dressa les 13 et 14 mars 1970 une série d’actes d’accusation à l’encontre de sept membres haut placés du comité exécutif de la Banco de Crédito Industrial (BCI), sous l’incrimination de délit de négligence inexcusable, aux termes de l’article 395 du Code pénal, ainsi que contre quatre fonctionnaires de la BCI pour corruption (cohecho). Le 5 mai 1970, le Tribunal suprême réuni en séance plénière se déclara compétent, ce qui signifiait qu’il était désormais possible qu’un ministre ou ancien ministre passe en jugement. Des actes d’accusation furent effectivement dirigés contre les anciens ministres des Finances, Espinosa San Martín, et du Commerce, García-Moncó. De même, une requête de mise en accusation du gouverneur de la Banque d'Espagne et ex-ministre des Finances, Mariano Navarro Rubio, fut formulée, pareillement pour présomption de délit de négligence.
La préparation du dossier d’accusation se poursuivit pendant encore une année entière, à l’issue de quoi furent annoncées le 15 juillet 1971 les chefs d’inculpation provisoires du ministère public, pour lesquelles des peines pécuniaires étaient requises à l’encontre de ceux accusés de négligence, allant de 500 à 5 millions de pesetas, dont notamment 5 millions contre Navarro Rubio et 10 millions pour les anciens ministres des Finances et du Commerce. La procédure judiciaire devait cependant s’achever, pour ce qui concerne les personnalités haut placées, en octobre 1971, à la faveur de la mesure de grâce accordée par Franco à l’occasion du 35e anniversaire de son accession au pouvoir, mesure qui s’étendait aussi aux jugements encore en suspens.

### Contre les dirigeants de la Matesa
À l’issue des différents procès intentés contre Juan Vilá Reyes, principal dirigeant de la Matesa, furent prononcées les condamnations suivantes :
- Amende de 21 000 000 de pesetas infligée en octobre 1967 par le Tribunal spécial des délits monétaires pour un délit d’évasion de devises d’un montant avéré de 103,5 millions de pesetas[76].
- Amende de 1 658 millions et peine d’emprisonnement de trois ans imposées par le même Tribunal en mai 1970 et confirmées, après que le condamné eut interjeté appel, par le Tribunal économico-administratif central en janvier 1972[76],[77]. Aux termes de la grâce de septembre 1971 accordée par Franco, il fut dispensé de s’acquitter de l’amende et de purger un quart de la peine de prison. La grâce lui fut octroyée avant même la confirmation de la sentence.
- En mai 1975, l’Auditorat provincial de Madrid le condamna pour délits d’escroquerie sur un montant de 8 933 et de 590 millions de pesetas respectivement (équivalant à 1 263 millions d’euros au cours de 2013)[76],[note 5], pour 417 délits de faux en écriture dans le cadre d’opérations commerciales, et pour quatre délits de corruption active[76]. Vilá Reyes fut condamné à une peine d’emprisonnement de plus de 223 années et à 9 600 millions de pesetas d’indemnisations et d’amendes, verdict ensuite confirmé en février 1976 par le Tribunal suprême. Ces décisions judiciaires restèrent cependant sans effet attendu que Vilá Reyes, défendu alors par le dirigeant historique de la CEDA, José María Gil-Robles, fut gracié par le roi Juan Carlos I, nouvellement intronisé, et remis en liberté le 2 décembre 1975, après six ans et demi de détention préventive[78],[29].

## Procédure parlementaire
L’examen du dossier Matesa par les Cortes débuta le 16 octobre 1969 avec la désignation des 30 membres de la Commission spéciale d’étude, d’enquête et de proposition, présidée par le vétéran phalangiste Raimundo Fernández-Cuesta, et dont la composition reflétait assez fidèlement les groupes « organiques » représentés sur les strapontins des Cortes. Au sein de ladite Commission, la question avait été débattue s’il y avait lieu ou non de mettre en évidence les éventuelles responsabilités politiques, mais l’on s’accorda finalement pour poser que la prérogative de l’exercice de la responsabilité politique appartenait en exclusivité au chef de l’État, raison pour laquelle la Commission devait se restreindre à communiquer au gouvernement ce qu’elle jugeait pertinent en rapport aux possibles responsabilités administratives seulement.
Le 1er novembre 1970, un groupe de travail (Ponencia) fut nommé au sein de la Commission et chargé de rédiger un rapport après examen de l’information fournie par le gouvernement, ainsi que sur la base d’enquêtes qu’il jugerait opportun d’effectuer, tout en prenant en compte les suggestions faites par les autres procurateurs. Une fois prêt, le rapport serait soumis aux procurateurs, puis mis aux débats au sein de la Commission. Celle-ci enfin approuverait un verdict, dont il serait donné lecture ensuite devant l’assemblée des Cortes le 30 juin 1970. Cependant, aussi bien les réunions de la Commission que l’assemblée générale où fut donné lecture du verdict se tinrent à huis clos, et seules furent rendues publiques la partie finale du rapport relative aux « propositions et requêtes de réforme juridiques » et les conclusions.
Le verdict des Cortes fut fort sévère, non seulement pour les anciens ministres des Finances et du Commerce, mais aussi pour le gouverneur de la Banque d'Espagne et ancien ministre des Finances Navarro Rubio, et y compris même pour l’un des « favoris » de Franco, l’ancien ministre de l’Industrie et  ministre des Affaires extérieures alors en exercice, Gregorio López-Bravo, ce dernier n’échappant qu’à deux voix près à un jugement devant le Tribunal suprême,,.
La Commission concluait son verdict en sollicitant le président des Cortes d’en faire communication à la présidence du Tribunal suprême, à l’effet que celui-ci puisse établir les responsabilités pénales, ainsi qu’au gouvernement, pour qu’il puisse engager des procédures contre ceux qu’il jugerait responsables dans l’ordre administratif, et enfin au chef de l’État lui-même, « eu égard à la gravité et à la portée des faits qui ont été analysés » et « pour votre information et pour les suites que vous considéreriez opportunes »,.

## Réactions de la presse
Parmi les réactions de la presse après l’annonce des décisions gouvernementales, on relève en particulier le diagnostic du journal ABC selon lequel ce qui avait failli (abstraction faite des responsabilités personnelles) était le système de crédit public tel qu’en vigueur à ce moment-là ; l’article comportait un plaidoyer pour un système public de crédit mieux dirigé, c’est-à-dire sous-tendu par « une mentalité d’entrepreneur plutôt que de bienfaisance, avec un contrôle ouvert et démocratique ». À l’exact opposé, le quotidien Pueblo, lié au syndicat officiel OSE, s’exprima dans son édition des 25 et 28 août 1970 en faveur du crédit public et critiqua l’exploitation faite par ABC et par Informaciones de l’affaire Matesa pour louanger le crédit privé, précisement à un moment où l’économie espagnole s’était rétablie du désastre de la Guerre civile. Désormais pourtant, les batailles entre les différentes factions du régime franquiste avaient tendance à se livrer dans l’ombre, en évitant toute résonance publique, et en s’efforçant d’observer un esprit de mesure, au contraire de ce qui avait été recherché par la presse un an auparavant.
Le quotidien Arriba, que dirigeait dorénavant Jaime Campmany, développa dans un éditorial du 10 juillet 1970 intitulé Las instituciones une perspective optimiste quant à l’avenir du régime après la disparition de Franco, en s’appuyant sur les derniers événements survenus dans la vie politique espagnole (tels que l’acceptation d’un recours en cassation par le Conseil du royaume, la production d’un rapport sur le crédit officiel par le Conseil national du Mouvement, et la clôture de l’enquête parlementaire sur l’affaire Matesa aux Cortes), qui « ont apporté la démonstration que les institutions fonctionnent ».

## Amnistie de Franco (octobre 1971)
Le 1er octobre 1971, le Bulletin officiel de l'État (BOE, journal officiel) publiait un décret d’amnistie signé par Franco à l’occasion du 35e anniversaire de son « exaltation au pouvoir ». L’une des catégories de peines concernées par ce décret était les peines pécuniaires, « quelles qu’en soit le montant » (art. 1er) ; de plus, suivant l’alinéa a) de l’art. 3, la grâce serait appliquée « sans qu’il soit nécessaire qu’un jugement oral ait été rendu, ni, par conséquent, qu’une sentence ait été prononcée » (ce qui du reste était contraire à la loi). Le 22 octobre, le Tribunal suprême, réuni en séance plénière, mit en œuvre la mesure de grâce pour toute la partie politique du dossier Matesa, c’est-à-dire au bénéfice de tous les incriminés de délit de négligence. Selon López Rodó, un groupe de ministres emmenés par Antonio María de Oriol, ministre de la Justice, ulcérés par la « situation dramatique et injuste où se trouvaient quelques fidèles serviteurs de l’État » après plus d’une année de mise sous séquestre de leurs biens personnels, avait résolu de rédiger un projet de décret de grâce de sorte à mettre un terme à cette situation. Carrero Blanco aurait objecté à Oriol que les intéressés ne l’accepteraient pas et qu’il pourrait sembler que le gouvernement eût quelque chose à dissimuler. Lors de la réunion de la Commission déléguée aux affaires économiques du 22 septembre, où le sujet fut débattu, il était apparu que la majorité était opposée à Oriol, Fernández de la Mora et López-Rodó, mais le lendemain, Oriol et Fernández de la Mora avaient réussi à convaincre Franco, qui à son tour avait mandé Carrero Blanco ; immédiatement après, la mesure de grâce fut approuvée en Conseil des ministres.
Carrero Blanco avait persuadé Franco que s’il ne passait pas l’éponge sur toute l’affaire le plus tôt possible, cela finirait par discréditer davantage encore le gouvernement et pourrait aller jusqu’à infliger des dommages irréparables au régime. L’ouverture de l’audience orale contre les anciens ministres risquait en effet de se muer en un procès contre le régime, ce que la mesure de grâce devait faire avorter. Aux dires de Manuel Fraga, la grâce serait une décision « très typique du personnage [de Franco] » ; Fraga aurait entendu le Caudillo dire quelque chose comme : « je ne peux pas traiter mes ministres plus mal que je traite souvent des délinquants et des terroristes, que je fais bénéficier aussi de ma grâce ». Selon Fraga, il n’était donc pas question d’une quelconque crainte du procès en audience, vu que Franco « était très au-dessus de cela ».
Cette volte-face de Franco — qui pourtant, sur la foi du rapport de Trillo et Zavala suggérant l’existence dans l’administration d’un climat de favoritisme à l’égard de Matesa, penchait pour quelque irrégularité d’ordre personnel et avait donc été jusque-là partisan de laisser aux tribunaux le soin de régler l’affaire — peut donc s’interpréter comme résultant de sa volonté de couper court à la tournure trop politique qu’avait prise l’affaire. Pour l’historien Stanley Payne toutefois, la mesure de grâce doit être vue à la lumière de la menace proférée par Vilá Reyes dans une lettre écrite le 5 mai 1971 en prison (où il se trouvait dans l’attente de son recours en appel) à l’attention de Carrero Blanco, où il prévint celui-ci sans ambages que si le gouvernement ne trouvait pas le moyen de l’innocenter, il rendrait publique une vaste documentation en sa possession apportant les preuves d’un trafic généralisé de devises vers l’étranger dans les années de 1964 à 1969. La lettre comportait un « appendice documentaire » répertoriant les différents documents susceptibles de servir de preuve d’activités de cette nature exercées par 453 personnalités et entreprises commerciales de premier plan, dont un grand nombre étaient étroitement liées au régime,.
Les trois anciens ministres — Navarro Rubio, Espinosa San Martín, et García-Moncó — furent élargis à la faveur de la mesure de grâce de Franco et ne durent plus ensuite comparaître qu’en qualité de témoins. Cette grâce conduisit Navarro Rubio, qui estimait n’avoir pas eu la possibilité de défendre son innocence, à écrire son très combatif ouvrage El caso Matesa, paru en 1978. Il affirma dans le journal ABC en 1988 qu’il n’avait « jamais » eu communication de quoi que ce soit en rapport avec la Matesa, ce qui s’explique aisément, « vu que le gouverneur de la Banque d'Espagne ne peut pas — et ne doit pas — connaître les problèmes de toutes et de chacune des entreprises ». Il affirmait d’autre part que jusqu’au moment de la mise en examen la Matesa était à jour de remboursement de ses emprunts et qu’elle était une entreprise solvable, en conséquence de quoi l’affaire aurait, dans son opinion, pu s’arranger sans la mise sous tutelle par l’État (intervención) décidée à La Corogne. En outre, soulignait-il, Crédito y Caución n’avait signalé aucun problème. Selon lui, ce qui « ressort comme cause dominante est la revanche de la Phalange, humiliée par le Plan de stabilisation réalisé par ses opposants technocrates. [...] Deux trajectoires se croisaient, celle des anciens défenseurs du nationalisme autarcique d’empreinte phalangiste, et, de l’autre côté, celle des nouveaux défenseurs de l’ouverture de l’Espagne ».
L’application de la grâce aux inculpés politiques dans l’affaire Matesa passa totalement inaperçue de la presse et, nonobstant que « la grâce ait été mal vue dans la classe politique », ne suscita pas le moindre commentaire dans les journaux et revues, à la seule exception du mensuel Cuadernos para el Diálogo, qui publia dans son numéro de novembre 1971 un copieux rapport non signé intitulé Análisis jurídico de un Decreto, où le décret était critiqué.

## Destin ultérieur de la Matesa
La Commission de liquidation, mise sur pied pour tenter de recouvrer les 9 800 millions de pesetas accordés au titre de crédits et les 1 300 millions redevables par la Matesa au titre d’intérêts à la BCI — montants tels qu’ils s’établissaient au moment de l’éclatement du scandale —, ne parvint à récupérer que 6 900 millions de pesetas (au cours de 1983), provenant essentiellement des entités d’assurances. On ne put rien récupérer de la Matesa elle-même, ni quasiment rien de Juan Vilá Reyes. Comme quelque 4 000 millions de pesetas furent prélevés sur un organisme autonome du ministère des Finances (le Consorcio de Compensación de Seguros) et les 326 millions restants sur Crédito y Caución, société relevant majoritairement du secteur public et seulement en minorité du secteur assurantiel privé, c’est en fait à l’État espagnol qu’il incomba d’éponger le déficit.
La Matesa, mise sous séquestre en 1969, poursuivit ses activités industrielles sous la tutelle d’un administrateur judiciaire jusqu’en mars 1983, date à laquelle elle fut publiquement offerte à la vente et adjugée pour un montant de 66 000 pesetas à une société coopérative formée d’anciens employés de la firme, qui allait entreprendre, sous le parrainage du même Vilá Reyes, de commercialiser un nouveau métier à tisser dénommé Iwer de Navarra.

## La Matesa et l’Opus Dei
Les attaches qu’aurait supposément eues Juan Vilá Reyes avec les ministères économiques par le biais de l’organisation catholique Opus Dei constituent un aspect important du scandale Matesa. José María Gil-Robles, qui figura comme avocat de Vilá Reyes lors de son procès, fit paraître le 17 septembre 1978 un article dans le journal El Correo de Andalucía tendant à disculper l’Opus Dei, et dont voici un extrait :

« À cause de cela, au lieu d’établir exactement ce qui s’est passé, l’on s’est hâté de limoger les ‘bleus’ et à confirmer à leurs postes les éléments de l’Opus [Dei], de qui il me faut dire en conscience, bien que cette entité ne me soit pas sympathique, qu’aucun n’a commis d’irrégularité, et moins encore d’immoralité. »

Sur la même page de ladite publication, il est exposé :

« Cependant, l’affaire suivit son cours, tant dans les moyens de communication qu’au sein d’une Commission spéciale des Cortes espagnoles (le parlement du régime de Franco, où logiquement prédominaient les bleus), qu’au Tribunal spécial des délits monétaires, et que, finalement, à l’Auditorat provincial de Madrid et qu’auprès du Tribunal suprême. Dans ces différentes instances, aucun membre de l’Opus Dei, parmi ceux impliqués dans l’affaire, ne fut inculpé ni condamné pour dol. Leur honorabilité allait être reconnue publiquement, y compris par Gil-Robles, avocat de Vilá Reyes, en dépit de la faible sympathie qu’il éprouvait pour l’Opus Dei. Franco lui-même le reconnut également, quoiqu’à sa façon particulière : lorsque les trois anciens ministres furent mis en cause par le Tribunal suprême, et pour éviter que l’affaire n’aille plus avant, avec perte de prestige pour le Régime, il les gracia avant même qu’il n’y ait de sentence prononcée. Seul Mariano Navarro Rubio estima de son devoir de prouver clairement son innocence, et écrivit un ample et minutieux livre (El caso Matesa, Madrid, 1978). »

Il est à signaler que l’Opus Dei avait des membres aussi bien chez les personnes mises en cause que chez les dénonciateurs, à commencer par le fonctionnaire des douanes qui dévoila l’affaire, ce qui explique sans doute la décision salomonique de Franco, car outre les mis en cause, deux ministres réputés être leurs adversaires durent quitter le gouvernement : Fraga et Solís. Vilá Reyes lui-même niait être membre de l’Opus Dei et récusait tout lien de cette organisation avec son négoce.
L’auteur et journaliste César Vidal affirme que le stratagème employé par Vilá Reyes était une pratique généralisée à cette époque-là, et va jusqu’à conjecturer que l’activité de la Matesa, dans l’hypothèse où elle n’ait pas été interrompue, aurait pu être viable.

## Relation entre la Matesa et l’assassinat de Jean de Broglie
Il semble y avoir un lien entre l’affaire Matesa et l’assassinat de Jean de Broglie en décembre 1976. À la base de ce crime se trouve un projet de trafic de faux bons du Trésor, dont de Broglie était l’un des trois instigateurs. Le tireur Gérard Frêche, ainsi que Guy Simoné, ancien inspecteur de police (réhabilité par la suite), furent arrêtés les 27 et 28 décembre 1976 ; le défenseur de ce dernier, Roland Dumas, mit en évidence que le prince de Broglie présidait une filiale de la Matesa, la société luxembourgeoise Sodetex SA adossée à l’Opus Dei et impliquée dans un scandale financier consistant en l’évasion fiscale de capitaux franquistes. Jean de Broglie avait été le trésorier des Républicains indépendants (RI) et, à ce titre, chargé de financer la campagne présidentielle de Valéry Giscard d'Estaing en 1974 ; selon la presse espagnole, la Sodetex aurait été constituée à seule fin d’alimenter les caisses de l’Union pour la démocratie française, futur parti centriste.

## Dans la littérature
Dans Camino 999, roman policier de Catherine Fradier (2008), l’enquête d’une brigade criminelle s’oriente vers l’Opus Dei, « bras armé du Vatican », et mène au cœur de l’affaire Matesa. Le roman a fait l’objet de la part de l’Opus Dei d’une saisine du tribunal de grande instance de Paris, qui a débouté les plaignants.